# Поликарпов, Олег Юрьевич
Олег Юрьевич Поликарпов (род. 4 января 1983) — российский шашист, трёхкратный чемпион России среди мужчин (в составе команды Ярославской области), чемпион мира среди юниоров, многократный призёр международных и российских соревнований по русским шашкам. В 1990-х и начале 2000-х гг. был лидером (после В. В. Скрабова) и главной надеждой ярославской школы русских шашек. Мастер спорта. Неоднократно входил в десятку лучших спортсменов Ярославской области.

## Карьера
Со второго класса за доской. Проповедует острокомбинационный стиль, склонен к авантюрам, что не дало ему возможность претендовать на мировое лидерство в русских шашках. По профессии — преподаватель французского и английского, закончил ЯГПУ им. К. Д. Ушинского, некоторое время работал таксистом в США. В настоящий момент Поликарпов занят семейной жизнью, бизнесом и помогает в организационном отношении ярославской школе шашек.

## Творчество
Известный переводчик русских матерных частушек на английский язык. Известны более ста авторских переводов.